# Маріупольський морський торговельний порт
Маріу́польський морськи́й порт — морський порт, розташований у місті Маріуполі, є найбільшим портом Східної України та на Азовському морі. Відповідно до Закону України "Про морські порти України" функції адміністрації морського порту виконує Маріупольська філія державного підприємства Адміністрації морських портів України.
Здійснює перевезення морем вугілля, металу, продукції машинобудування, руди, зерна з Донецької, Луганської, Харківської та сусідніх областей України, Росії.
Народження Маріупольського порту було логічним продовженням бурхливого розвитку промисловості півдня Російської імперії у другій половині XIX ст. 2 вересня 1889 року на територію порту було подано 18 вагонів, що були завантажені вугіллям. Ця дата вважається початком експлуатації порту, який мав велике значення для країни. За обсягом асигнувань за період 1867–1904 рр. Маріупольський порт, який не мав військового призначення, займав третє місце в Російській імперії.

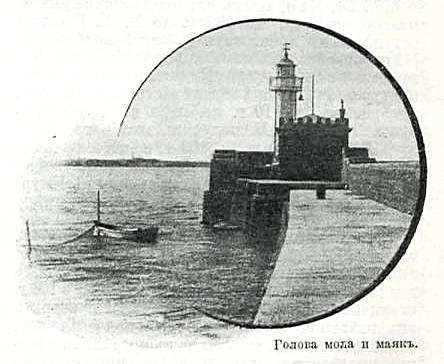
XIX

Порт входив до четвірки провідних портів України. Його потужності дозволяють переробляти більш ніж 12 млн тонн вантажів щорічно. Це найбільший та найрозвинутіший порт Азовського моря, який називають «морськими воротами Донбасу».
За 180 км від порту (суходолом) розташоване місто Ростов-на-Дону, великий промисловий центр Росії, що розташований на перехресті багатьох транспортних маршрутів. Тому близько 50 % усіх вантажів становлять російські. Через Волго-Донський канал, Маріїнську систему та Біломорсько-Балтійський канал порт з'єднаний з усіма регіонами Європейської частини Росії та має вихід до Каспійського, Балтійського та Білого морів.
Територія порту становить 67,6 га. Довжина причальної лінії — 3,2 км. Порт забезпечує переробку навалювальних, насипних, генеральних, важковагових, негабаритних, наливних вантажів. Має 16 причалів, які обладнані сучасним устаткуванням. Навігація триває протягом усього року. Важковагові, негабаритні вантажі перевантажуються за допомогою плавкранів вантажопідйомністю 100 та 150 тонн. Порт має спеціальний полігон для прийому суден-ліхтеровозів, що дає змогу завантажувати та розвантажувати їх на закритій акваторії порту. Порт перевалює мазут за варіантом «борт-борт», забезпечуючи екологічну безпеку цих робіт. Розвантажування та навантажування рефрижераторних вантажів, небезпечних вантажів відповідних класів, добрив насипом виконується за прямим варіантом. Спеціалізований вугленавантажувальний комплекс дозволяє переробляти до 5 млн тонн вугілля щорічно. Він обладнаний вагоноперекидачем, конвеєрними лініями, розвантажувальними та завантажувальними машинами, розморожувачами вагонів. Новий високовиробничий контейнерний термінал забезпечує швидкісну обробку контейнеровозів та постачання 20- та 40-футових контейнерів за варіантом «від дверей до дверей». Пропускна здатність термінала — до 50 тис. TEU щорічно.
Нещодавно введено в експлуатацію комплекс міжнародних морських вантажно-пасажирських зв'язків площею 2,1 га, пропускною можливістю 130 осіб у рейс. У порту є автобаза, яка дозволяє здійснювати далекі і закордонні перевозки. Організовані регулярні вантажно-пасажирські перевезення до Туреччини, Греції, Ізраїлю.
Проектна глибина акваторії порту — 9,75 м, підхідного каналу до Вугільної гавані — 9,15 м. У жовтні 2017 року через замулювання  Адміністрація морських портів України  була змушена зменшити прохідну осадку суден, що обробляються у Маріупольському порту до 7,5 метрів.  З 14 травня 2018 року внаслідок проведеного днозаглиблювання  Маріупольський порт збільшив  прохідну осадку до 7,7 м.

## Російсько-українська війна

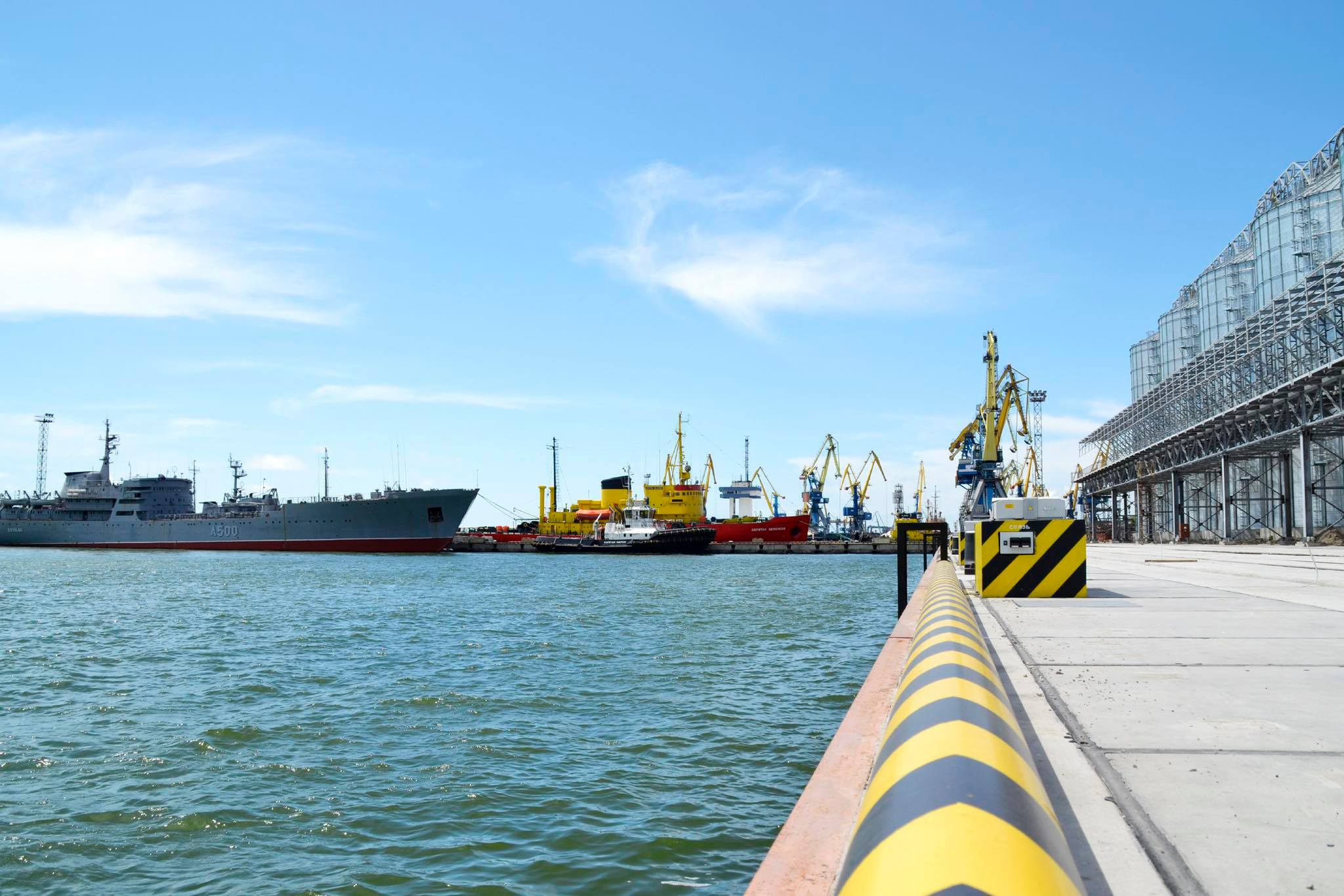
Порт у 2020 році.

Через будівництво Росією мосту з Криму на Тамань через Керченська протока російською владою в односторонньому порядку були встановлені такі технічні характеристики мосту, які істотно (приблизно на 30 %) обмежать рух великотоннажних суден. Відтак, за умови побудови мосту, з 2018 р. порти Азовського моря втратять можливість завантажувати судна типу Panamax, оскільки Росія встановлює усадку 8 метрів (нині 14 метрів).
25 березня 2018 року корабель морської охорони українських прикордонників затримав риболовецьке судно-порушник «Норд» під прапором Російської Федерації в українській частині Азовського моря. В екіпажу були російські паспорти. Проти них було розпочато кримінальне провадження і накладений штраф.
9 квітня 2018 року українські прикордонники не пропустили до Криму екіпаж затриманого судна «Норд» при спробі незаконно перетнути кордон окупованого Криму. Перед цим порушники намагалися перетнути кордон України на дипломатичних автомобілях РФ в Харківській області.
Фактично із кінця квітня 2018 року розпочалося протистояння між Росією та Україною на Азовському морі, в результаті чого маріупольський і бердянський порти зазнають збитків. Так, станом на 12 липня 2018 року росіяни затримали 100 українських суден.
6 квітня 2022 року корабель управління ВМС України «Донбас» був знищений в ході бойових дій по обороні міста Маріуполь. На судні почалася пожежа, а згодом він затонув біля стінки порту. Російськими загарбниками було захоплено МБАК «Кременчук». Водночас, доля іншого МБАКа, який перебував у Маріуполі, P178 «Лубни» — станом на середину квітня невідома..
8 квітня 2022 року, вночі, рашистські окупаційні війська в Маріупольському торговому порту обстріляли криголам «Капітан Білоусов», на якому знаходився цивільний екіпаж. Внаслідок обстрілу одна людина загинула, ще кілька було поранено.